# Glyptobasis spinicornis
Glyptobasis spinicornis är en insektsart som beskrevs av Van der Weele 1909. Glyptobasis spinicornis ingår i släktet Glyptobasis och familjen fjärilsländor. Inga underarter finns listade i Catalogue of Life.